# Danilo Scochi
Danilo Figueiredo Scochi, conhecido por Danilo Scochi (Ribeirão Preto, 28 de janeiro de 1985) é um jornalista e político brasileiro, eleito vereador de Ribeirão Preto nas eleições municipais de 2024, como o mais votado da cidade, seu partido é o MDB.

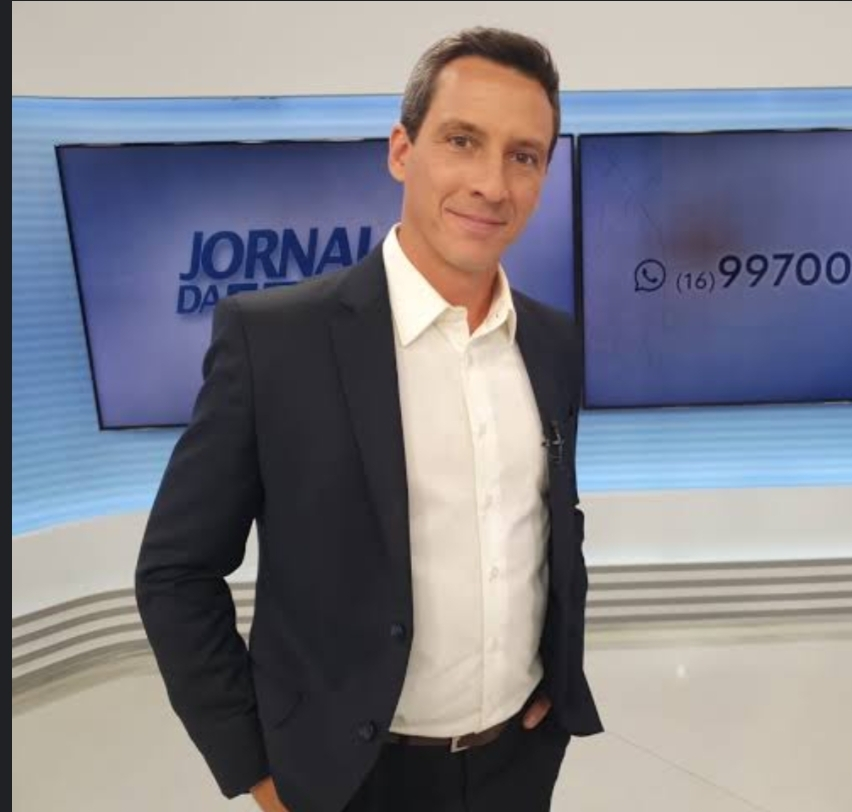

Tem experiência de 21 anos no jornalismo, 17 deles como apresentador do Jornal da EPTV, filiada da Globo no interior de São Paulo. Em 2024, se lançou como vereador de Ribeirão Preto pelo MDB, recebendo 12.296 votos e se tornando o vereador mais votado da história da cidade.
1. ↑  Santos, Leonardo dos (6 de outubro de 2024). «Veja os candidatos a vereador mais votados em Ribeirão Preto no início da apuração». ACidade ON Ribeirão Preto. Consultado em 22 de dezembro de 2024
2. ↑  «Ribeirão Preto (SP): Danilo Scochi (MDB) é eleito vereador nas Eleições 2024; veja votos». UOL. 6 de outubro de 2024. Consultado em 22 de dezembro de 2024